# Operațiunea Uvda

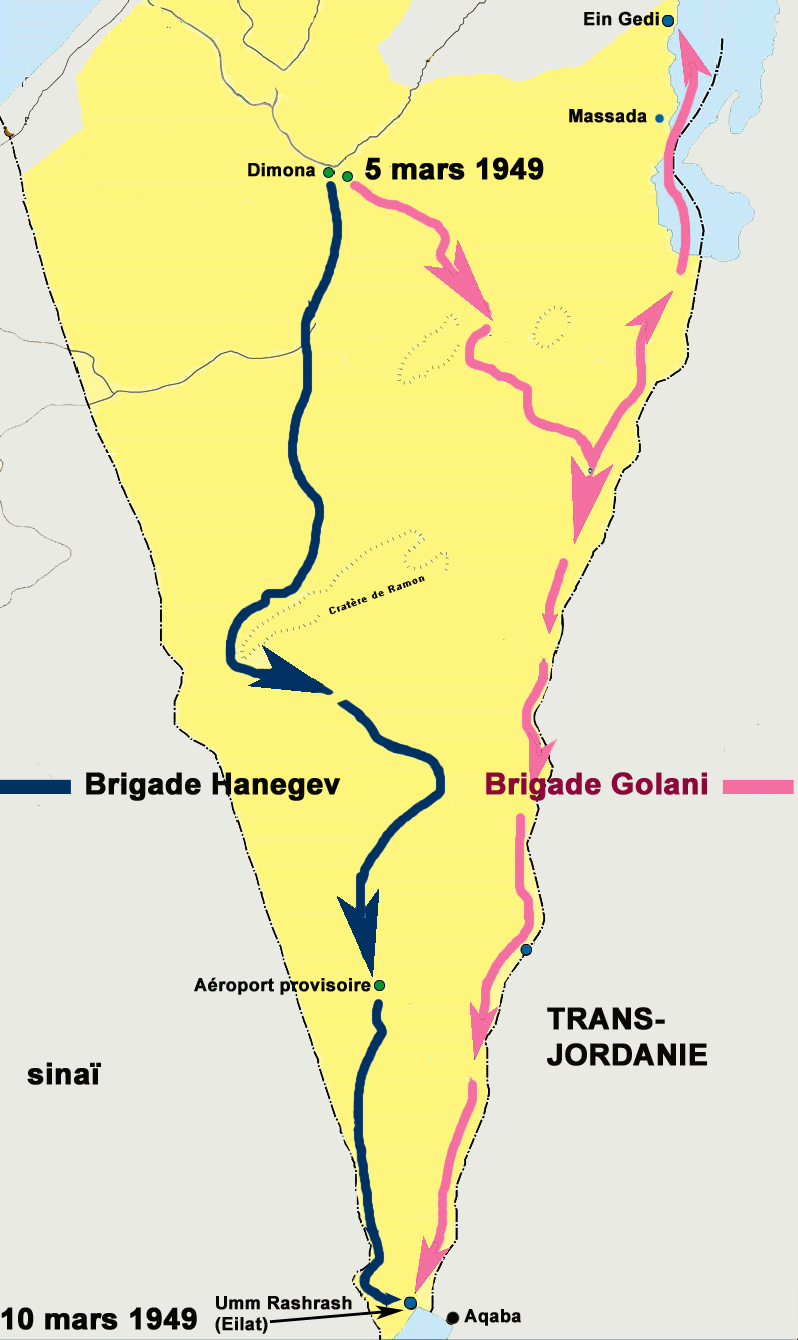
Harta Operațiunii Udva

Operațiunea Uvda (ebraică מבצע עובדה, Mivtza Uvda) a fost o operațiune desfășurată de Forțele de Apărare a Israelului în timpul Războiului Arabo-Israelian din 1948, între 5 martie și 10 martie 1949. Aceasta a fost ultima campanie desfășurată de Armata Israeliană  în timpul războiului și obiectivul său era de a captura partea de sud al deșertului Negev, revendicat de Regatul Iordaniei pentru a fi sub controlul Iordaniei în timpul tratativelor de armistițiu din 1949.
Negevul de sud a fost desemnat ca parte a statului evreiesc în Planul ONU de partajare al Palestinei din 1947. Cuvântul uvda (עובדה) în ebraică înseamnă "fapt", referindu-se la obiectivul operațiunii, de a stabili de facto suveranitatea israeliană asupra teritoriului în cauză, mai degrabă decât de a o cuceri. Ca atare, forțele israeliene nu au întâmpinat rezistență semnificativă în calea lor. Regiunea revendicată în timpul acestor operațiuni este denumită acum Uvda.
La operațiune au participat brigăzile Negev, Golani și Alexandrini, precum și un număr de unități mai mici.

## Recunoaștere anterioară
În ianuarie 1949, puțin peste o lună înainte de operație, o mică unitate cu resurse limitate și fără capacitatea de a primi ajutor tactic a fost expediată pentru a cerceta sudul deșertului Negev. Misiunea unității a fost de a cartografia regiunea, cea mai bună hartă disponibilă a acelei vremuri a fost o hartă a GSGS la o scară de 1: 250.000. Unitatea a fost ajutată de un avion de recunoaștere și a fost folosită intensiv imagistica stereoscopică a fotografiilor aeriene efectuate.
Unitatea s-a deplasat în două părți: una prin centrul Negevului și una prin Arava. A fost strict interzisă atacarea Legiunii arabe iordaniene sau intrarea în deșertul Sinai. Unitatea a întâlnit beduini în Ras al-Naqb și a pornit imediat să se întoarcă la Beersheba folosind un alt traseu. Drept urmare, Legiunea Arabă a plasat din nou militari la Ras al-Naqb, care anterior fusese abandonat.

## Cronologia operațiunii

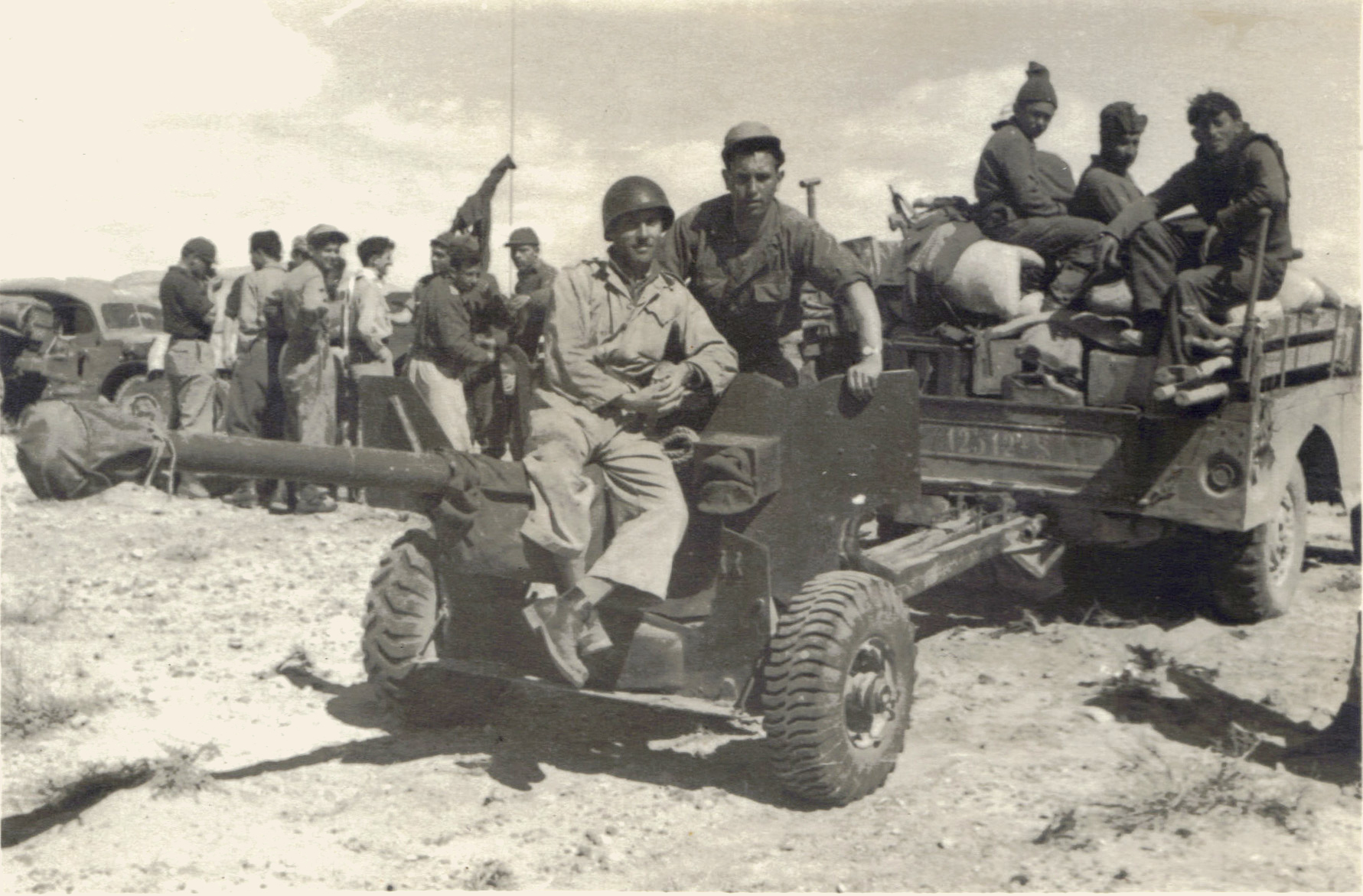
Batalionul 19 mecanizat den cadrul Batalionului Golani în timpul Operațiunii Udva, 9 martie 1949

Pe 5 martie 1949 (4 Adar 5709), forțele din Brigada Negev au pornit de la Beersheba la Craterul Ramon, prin Bir 'Asluj. Brigada Golani se îndrepta simultan de la Mamshit către Ein Husub.
Pe 6 martie, Brigada Negev s-a deplasat la Sde Avraham și a început să netezească terenului pentru crearea unui aeroport.
În noaptea din 6 martie, cea de a 7-a Brigadă de întăriri din cadrul plutonului Gahal a sosit pe calea aerului pe aeroportul recent creat. Ei au transportat provizii și carburanți, vitali pentru continuarea operațiunii.
Pe 8 martie brigada Golani a cucerit Ein Ghamr. Forțele de apărare iordaniene s-au retras. În același timp, forțele din brigada Negev s-au deplasat spre Umm Rashrash prin Valea Degetelor. Pe timp de noapte, brigada Alexandrini a pornit din Sodoma pe Marea Moartă și a debarcat la Ein Gedi în zori. Această operațiune s-a numit Operațiunea Itzuv ("Stabilizare").
În perioada 8-9 martie, Brigada Alexandroni sa împărțit în trei grupe, dintre care unul a capturat Ein Gedi și grupul sudic a capturat Masada. În acest timp, brigada Negev a rămas în Valea Degetelor timp de două zile, căutând o cale pentru a ajunge la Ras al-Naqb.
Pe 9 martie, forțele Golani au capturat Gharandal și au continuat să o conducă pe Ein Ghadyan (acum Yotvata).
În dimineața zilei de 10 martie, pe o fotografie aeriană s-a descoperit că postul de poliție care păzea Ras al-Naqb a fost abandonat. Brigada Negev a pornit spre Umm Rashrash prin Ras al-Naqb.
Brigăzile Negev și Golani au concurat care să ajungă mai întâi la Marea Roșie, iar la 10 martie, la ora 15:00, brigada Negev a reușit să ajungă la stația de poliție abandonată din Umm Rashrash (unde a fost construit ulterior orașul Eilat). Brigada Golanii a ajuns mai târziu.

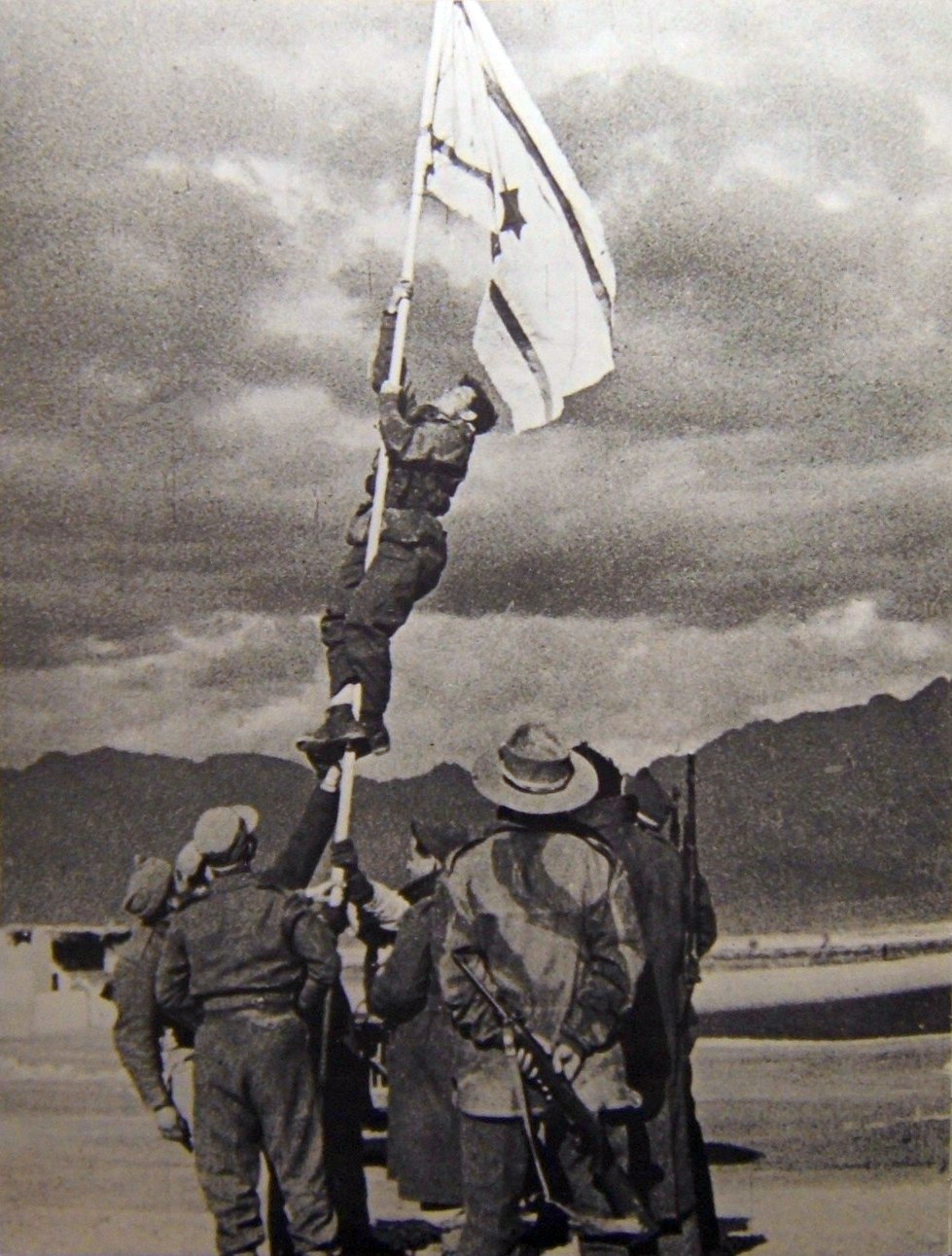
Ridicarea Drapelului de Cerneală de către Avraham Adan.

Deoarece Operațiunea Uvda a fost ultima operațiune militară în timpul războiului, ridicarea la postul de poliție a pavilionului israelian desenat cu mâna cu cerneală albastră pe o bucată de pânză (cunoscut sub numele de Steagul de cerneală) pe 10 martie la ora 16:00, este considerată momentul în care războiul s-a încheiat.